# Жуковский, Пётр Владимирович
Пётр Влади́мирович Жуко́вский (1824—1896) — камергер, гласный Санкт-Петербургской городской думы.

## Биография
Родился в Санкт-Петербурге 8 (20) июня 1824 года. По окончании курса в 1-м кадетском корпусе, он в 1844 году начал службу в Александрийском гусарском полку и вместе с полком находился в походе в Венгрию и участвовал в Крымской войне. Во время обороны Севастополя он был адъютантом генерал-кригскомиссара В. Н. Назимова.
В 1861 году Жуковский оставил военную службу и был назначен столичным мировым посредником. Через три года был избран товарищем старшины отделения потомственных дворян, затем в члены главного управления Российского общества Красного Креста. Когда Оренбург пострадал от пожара, он по высочайшему повелению был командирован туда для раздачи жителям города пособий. С 1873 года по 1888 год Жуковский занимал почётную должность старосты Казанского собора. Значительное время он посвящал литературным занятиям, помещая свои статьи и стихотворения в «Русском вестнике», «Русской старине» и в нескольких газетах, в особенности в «Голосе». Его стихотворения изданы в 1886 году весьма объёмистым сборником под заглавием «Мои досуги»; в 1893 году вышло новое издание его стихотворений (СПб.: тип. Я. Трей, 1893. — 112 с.). Также были напечатаны: Сочинения П. В. Жуковского (СПб.: тип. А. Перотт, 1885. — 192 с.). Слова П. В. Жуковского был написан ряд романсов, в их числе: «Мечта заветная» и «Украдкою я на нее взглянул» (муз. Д. К. Сартинского-Бея), «Кручинушка» (муз. А. Ф. Фёдорова).
Жуковский был одним из видных общественных деятелей, богатых энергией и чутких ко всему полезному и хорошему. По его почину возникло в 1865 году российское общество покровительства животным, председателем которого он состоял до последнего дня своей жизни и которому уделял значительное время. Это общество благодаря ему получило широкое развитие, открыв несколько отделений в провинциальных городах, и заметно смягчило нравы многих столичных обывателей, чуждых сострадания к животным. Он устроил лечебницу для животных, содействовал уничтожению петушиных боев, а также изданию книг и брошюр, направленных к смягчению жестокого обращения с полезными животными. Почти ни одно благое начинание общества не обошлось без его энергичного участия. Ещё более заметной была деятельность П. В. Жуковского в качестве гласного Санкт-Петербургской городской думы.
Состоя в числе гласных с 1883 года, он с того времени всегда горячо занимался делами города и отстаивал интересы столичных обывателей. Был председателем больничной и санитарной городских комиссий. Больничное дело интересовало Жуковского ещё в то время, когда больницы находились вне ведения города.
Он был попечителем больницы Св. Пантелеймона, затем, с 1864 года по 1872 год, городской Рождественской больницы. В звании председателя больничной и санитарной комиссий Жуковский энергично боролся с тифозной и холерной эпидемиями в Петербурге.
Принимал участие в комиссиях по освещению столицы и по народному образованию. Восемнадцать начальных городских школ были подчинены ему как своему попечителю. При этом находил время заниматься в качестве гласного делами Санкт-Петербургского губернского собрания и в качестве члена в ветеринарском комитете и столичном врачебном управлении.
В апреле 1873 года был произведён в действительные статские советники. С 1874 года — в звании камергера. В 1864 году награждён орденом Св. Станислава 2-й степени, в 1867 — Св. Анны 2-й степени, в 1876 — Св. Владимира 3-й степени.
Умер от воспаления лёгких 11 (23) февраля 1896 года в Санкт-Петербурге; похоронен на Никольском кладбище Александро-Невской лавры.